# 지옥의 베를린 타워
《지옥의 베를린 타워》(독일어: Das Inferno - Flammen Uber Berlin, 영어: Raging Inferno)는 2007년에 개봉한 독일 영화이다.

## 출연
- 스테판 루카 - 톰
- 질케 보덴벤더 - 카티야
- 클라우스 J. 베렌트 - 스트라서 소장
- 팀 빌더 - 라베 대장
- 크리스찬 카흘만 - 헤닝

## 한국판 성우진(MBC)
- 최원형 - 톰(스테판 루카)
- 김서영 - 카티야(질케 보덴벤더)
- 김태훈 - 스트라서 소장(클라우스 J. 베렌트)
- 신성호 - 라베 대장(팀 빌더)
- 송준석 - 헤닝(크리스찬 카흘만)
- 김호성 - 매니저(토마스 다르슁거)
- 최한 - 빅(제이미스 버틀러) / 주방장(볼프람 테우펠)
- 박신희 - 옌스(라우리나스 저겔리스)
- 한수림 - 옌스 엄마(사빈 울프)
- 정재헌 - 마르크(롤랜드 한스치) / 다니엘(얀 그로우헬)
- 방성준 - 벡스(안타나스 수게일리스)
- 이원찬 - 알베르트(크리스티안 보나우)
- 조현정 - 프란신(소피 브리스텔)
- 김두희 - 쟈키(닐스-브루노 슈미트)
- 양준건 - 콜레지(르네 엥겔)
- 한경화 - 택시 안경 손님(안제 위드라)
- 이민하 - 직원(알요나 브라이스치)